# بوهانغ ستيل يارد
بوهانغ ستيل يارد (بالإنجليزية: Pohang Steel Yard)‏ هو ملعب كرة قدم يقع في كوريا الجنوبية، يتسع لـ 25,000 متفرج.

## التاريخ
افتتح الملعب في نوفمبر 1, 1990.